# 말레이 요리

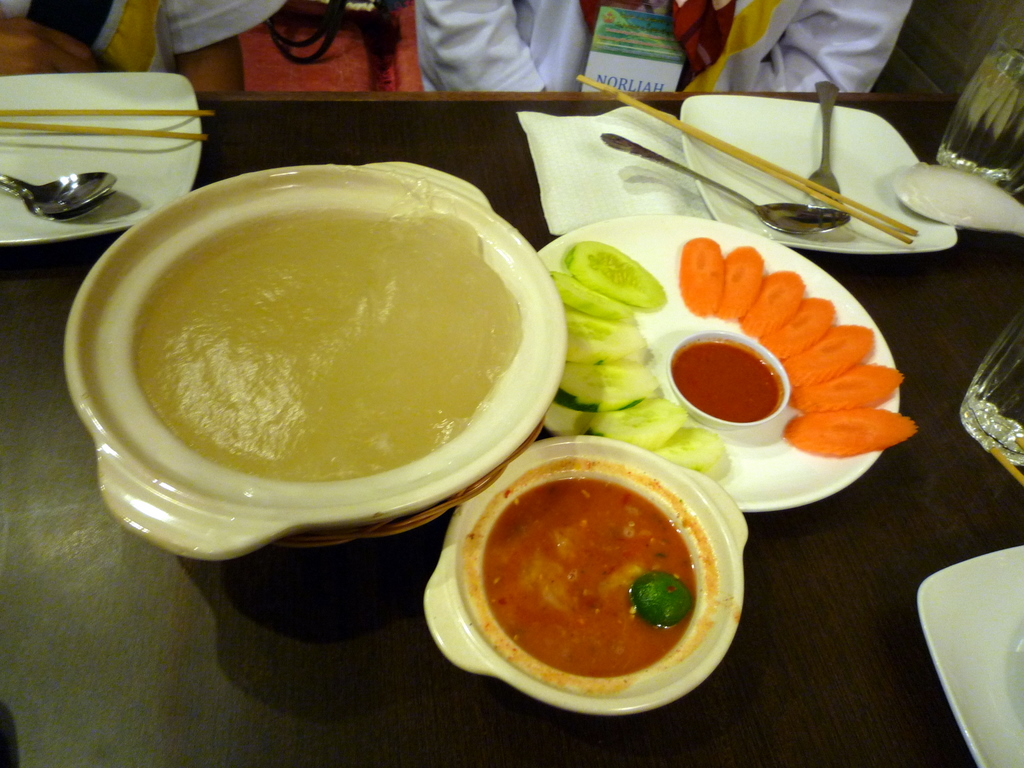
브루나이의 암부얏

말레이 요리는 현대 말레이시아, 인도네시아(수마트라와 칼리만탄의 일부), 싱가포르, 브루나이, 태국 남부, 필리핀(대부분 남부), 코코스 제도, 크리스마스에 거주하는 동남아시아 말레이 민족의 전통 음식이다. (스리랑카 및 남아프리카 포함)
전통 말레이 요리의 주요 특징은 향신료를 아낌없이 사용하는 것이다. 코코넛 밀크는 또한 말레이 요리에 풍부하고 크리미한 특성을 부여하는 데 중요하다. 다른 파운데이션은 벨라칸(새우 페이스트)으로 삼발, 벨라칸, 고추, 양파 및 마늘로 만든 풍부한 소스 또는 조미료의 베이스로 사용된다. 말레이 요리는 또한 레몬그라스와 양강근을 많이 사용한다.
거의 모든 말레이인의 식사는 쌀과 함께 제공되며 쌀은 다른 많은 아시아 문화에서도 주식이다. 말레이식 식사에는 다양한 종류의 요리가 있지만 코스가 아닌 한 번에 모두 제공된다. 일반적인 식사는 테이블에 있는 각 사람의 밥 한 접시로 구성된다. 요리는 식사하는 사람들 사이에서 공유되어야 하며 각 요리에는 숟가락이 제공된다. 식당은 자신이 선택한 요리를 자신의 밥 접시에 숟가락으로 담는다. 음식은 오른손의 손가락으로 섬세하게 먹으며 개인 목욕용으로 사용하는 왼손으로는 절대 먹지 않으며 말레이인들은 식기를 거의 사용하지 않는다.

## 역사와 영향
말레이 요리 전통이 언제 형성되었는지는 불확실하지만 전통에 대한 최초의 기록은 말라카 술탄국이 말레이 군도의 중요한 무역 중심지가 된 15세기부터이다. 말라카의 가장 중요한 유산은 향신료 무역, 특히 아랍인, 페르시아인, 중국인, 인도인 등 외국인이 소개한 재료와 요리 기술에 대한 개방성, 다양한 절충주의 요리법의 배양에서 비롯되었다. 말라카는 또한 각각 뇨냐(Nyonya)와 유라시아(Eurasian)로 알려진 중국 및 유럽 전통 요리와 말레이의 융합인 다른 두 가지 풍부하고 독특한 요리 문화의 발전을 위한 촉매제였다. 말라카 전후 수세기 동안 부기스(Buginese)와 자바(Javanese)에서 미낭카바우(Minangkabau)에 이르기까지 다른 비말레이인 그룹이 서로 다른 시기에 말레이 사회에 흡수되었으며 생활 방식의 유사성과 공통 종교에 힘입어 말레이 음식에 다양한 정도의 영향을 미쳤다.
말레이 요리를 민족 집단 또는 인종으로서의 개념 사이의 차이점과 얽혀 있는 요리를 말레이어로 만드는 것의 뉘앙스와 차이점을 이해하는 것이 중요하다. 인도네시아에서 말레이 요리는 전통적으로 수마트라 동부 해안, 말레이 반도 및 해안 보르네오에 거주하는 말레이 민족의 요리를 보다 구체적으로 지칭한다.
풍부한 코코넛 밀크로 지은 밥인 나시 르막은 말레이 마을에서 가장 인기 있는 요리일 것이다. Nasi lemak은 말레이시아의 국가 요리로 간주된다. 또 다른 예는 종려나무 잎으로 지은 압축 쌀인 케투팟(ketupat) 또는 나시 힘핏(nasihimpit)이다. 특히 Hari Raya 동안 인기가 있다. 다양한 고기와 야채를 말레이 요리에 오랫동안 존재하는 인도의 영향을 나타내는 향신료 혼합물의 변형이 있는 카레 요리의 일종인 굴라이 또는 카리로 만들 수 있다. 대부분의 말레이인은 무슬림이기 때문에 말레이 요리는 이슬람 할랄 음식법을 엄격하게 준수한다. 단백질 섭취는 주로 쇠고기, 물소, 염소, 양고기에서 이루어지며 가금류와 생선도 포함된다. 돼지고기, 할랄이 아닌 육류 및 술은 금지된다. 말레이 요리와 중국 요리를 융합한 락사(Laksa)도 인기 메뉴다. 말레이 요리는 또한 수마트라의 미낭카바우 요리에서 채택된 렌당, 베타위 요리의 나시 울람, 자바의 자바 요리의 사테이와 같은 이웃 음식 전통을 채택했다. 그러나 말레이인들은 독특한 맛과 요리법을 개발했다.
말레이 요리는 말레이 군도 외부로 퍼져 다른 요리에도 영향을 미쳤다. 보보티(Bobotie)는 케이프 말레이(Cape Malay)에서 시작된 남아프리카 요리이다. 계란 기반 토핑으로 구운 매운 다진 고기로 구성된다. 남아프리카 공화국의 많은 공통 요리 중에서 보보티(bobotie)는 다른 국가에서는 일반적으로 볼 수 없기 때문에 아마도 국가 요리에 가장 가깝다. 조리법은 바타비아의 네덜란드 동인도 회사 식민지에서 유래했으며 이름은 인도네시아 보보톡(bobotok)에서 파생되었다. 다른 나라에서는 칼루 도돌이 스리랑카 말레이 기원의 스리랑카 디저트이다.

## 같이 보기
- 쿠에
- 말레이시아 요리